# ال سولیا (نورته ده سانتاندر)
ال سولیا (نورته ده سانتاندر) (به اسپانیایی: El Zulia) یک سکونتگاه مسکونی در کلمبیا است که در بخش نورته د سانتاندر واقع شده‌است.